# Saitenabheber
Ein Saitenabheber ist ein Werkzeug für den Geigenbau.
Der Saitenabheber hat im Geigenbau die Aufgabe, kurzfristig den eigentlichen Steg der Geige zu ersetzen, wenn dieser bei der Anfertigung oder Korrektur von der Geige entfernt werden muss. Er wird neben den Holzsteg gesetzt und mittels einer Stellschraube in der Höhe angepasst. Die Besaitung kann bei der Benutzung des Saitenabhebers unter Spannung bleiben, was zum einen Zeit beim Wechseln spart und zum anderen einem Umfallen des Stimmstockes vorbeugt. Es gibt Saitenabheber für Violine oder Bratsche, Cello und Kontrabass.

## Galerie

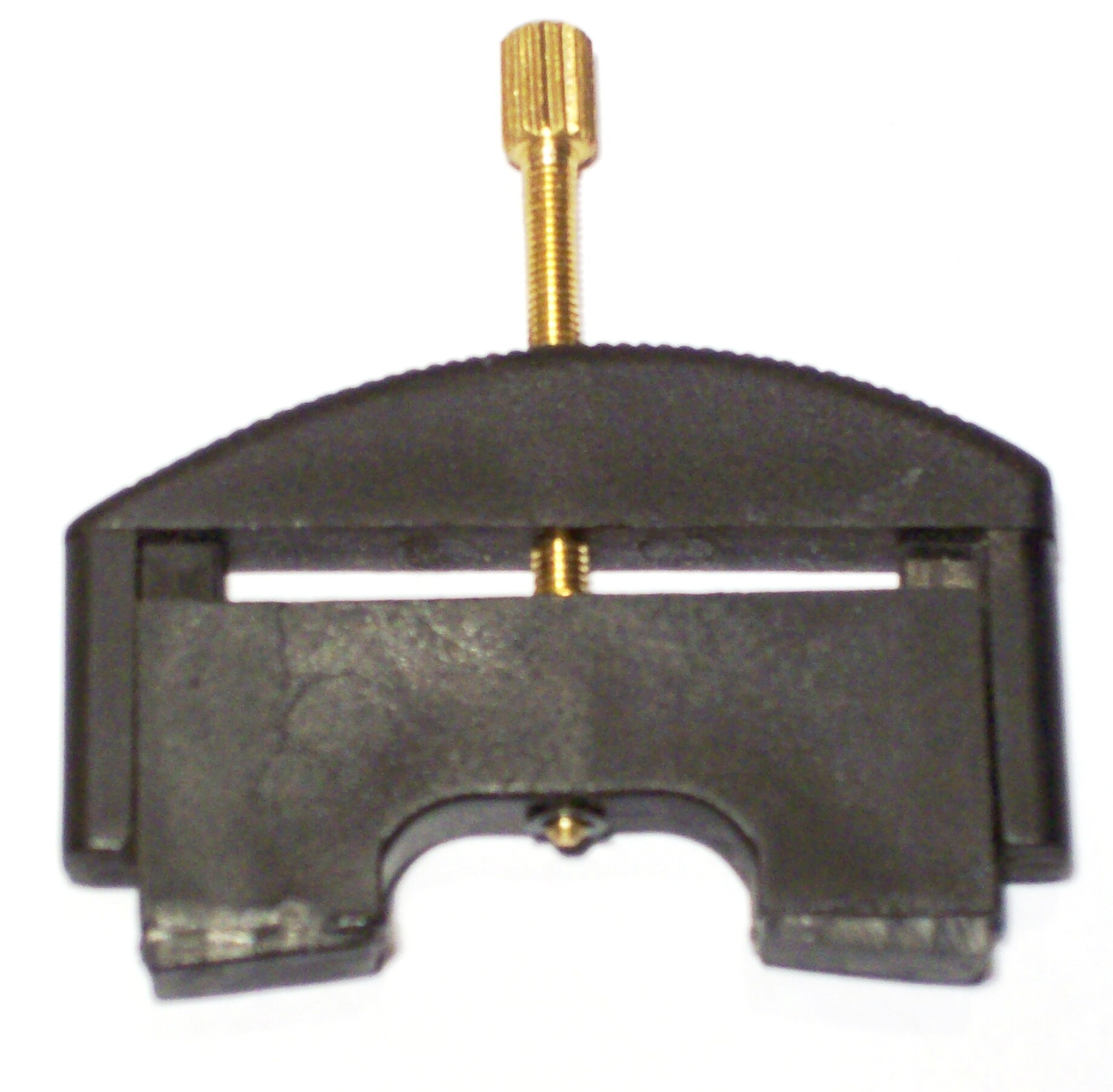
Saitenabheber für Violinen
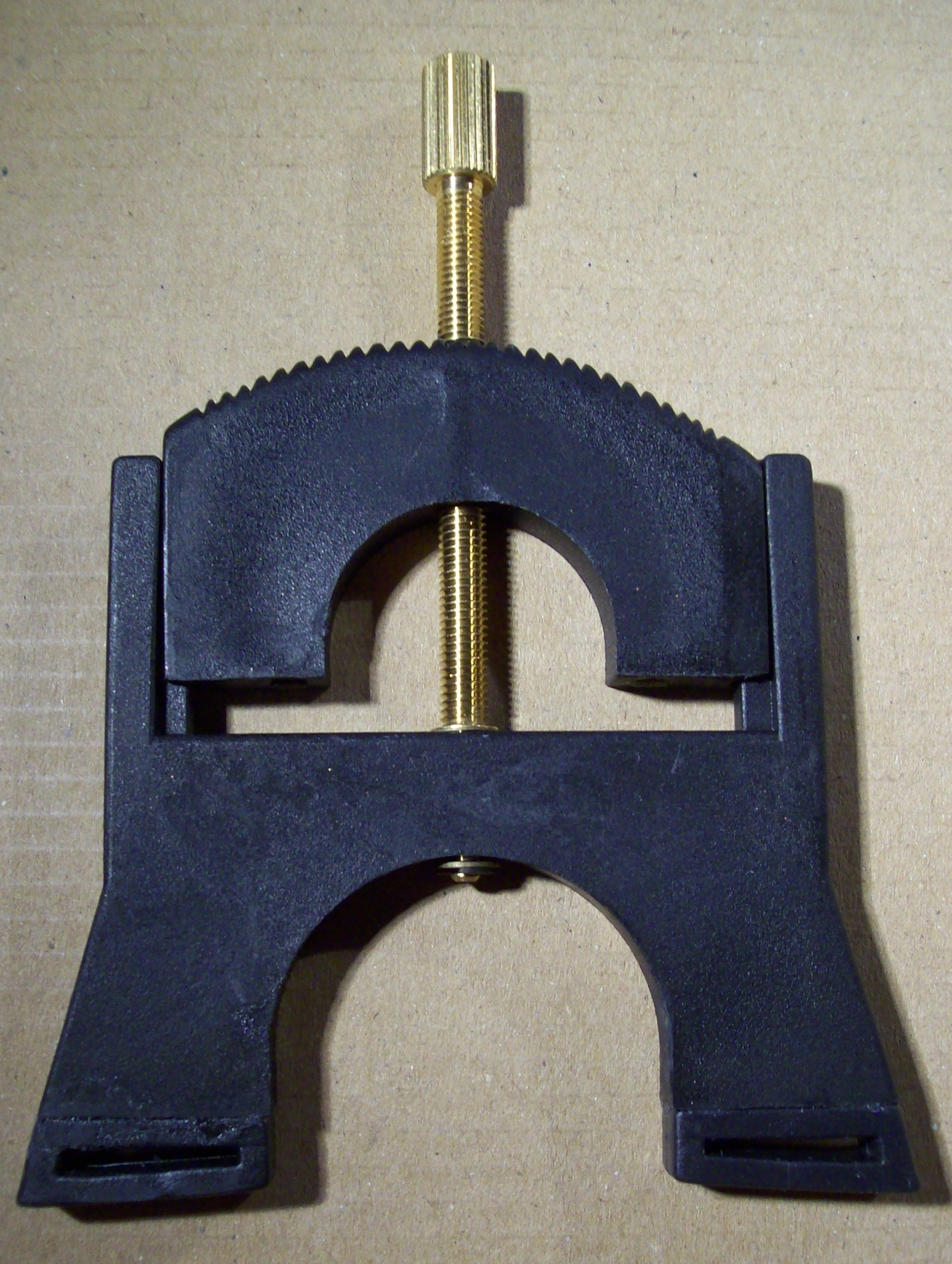
Saitenabheber für Violoncello
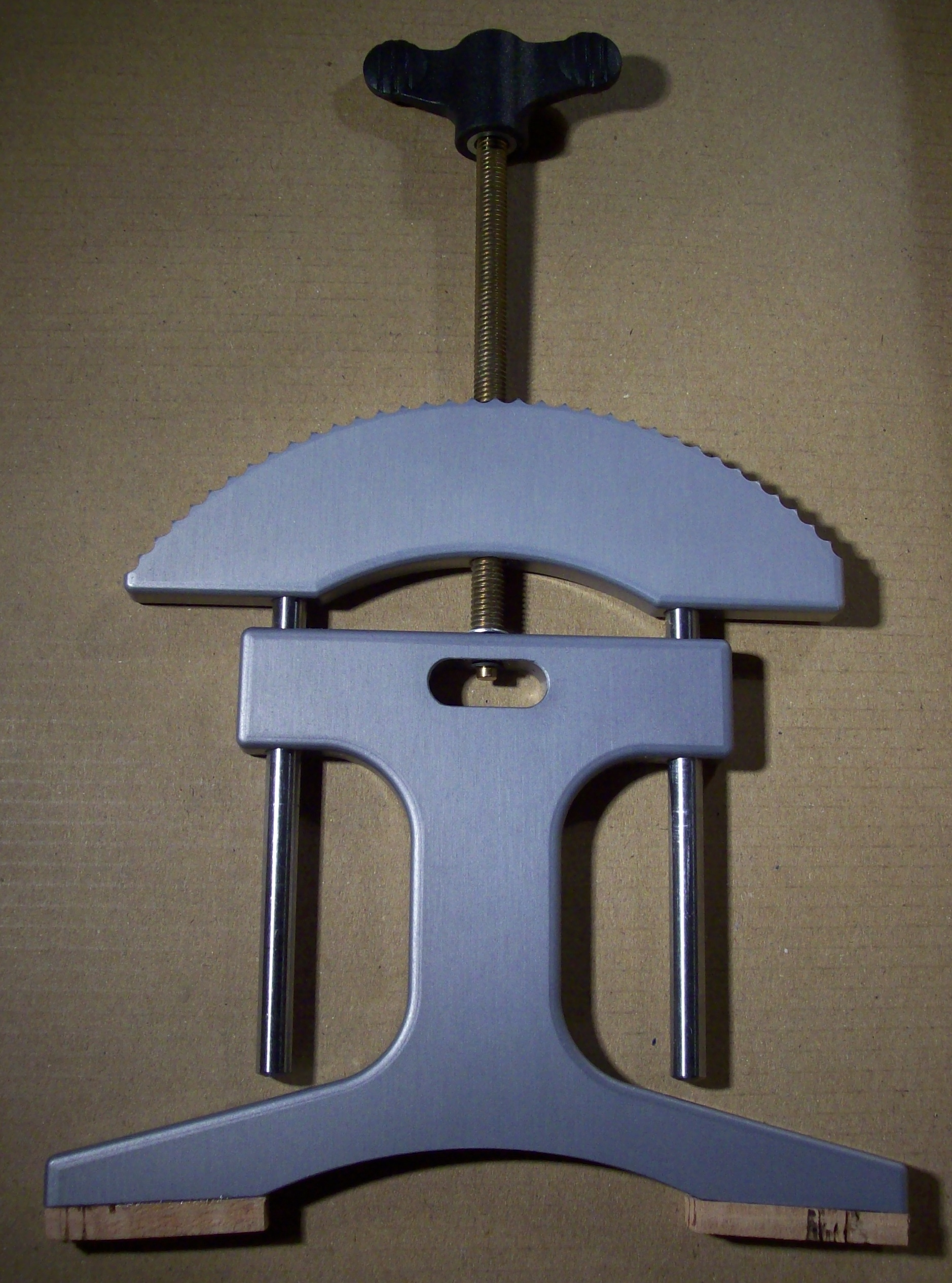
Saitenabheber für Kontrabass